# Teodora de Trebisonda
Teodora Comnena (en griego: Θεοδώρα Μεγάλη Κομνηνή, Theodōra Megalē Komnēnē; antes de 1253-después de 1285) fue emperatriz de Trebisonda de 1284 a 1285. Fue una hija del emperador Manuel I de Trebisonda con su segunda esposa, Rusudan, una princesa georgiana.
En 1284, con la ayuda del rey georgiano de Imereti, David VI Narin logró apoderarse de la corona de su medio hermano, el emperador Juan II. Poco después fue derrotada y Juan recuperó su trono, pero había logrado reinar el tiempo suficiente para haber acuñado sus propias monedas. Ya sea antes o después de su corto reinado, Teodora profesó como monja.